# Prefektura apostolska Yangzhou
Prefektura apostolska Yangzhou (łac. Praefectura Apostolica Yangchovensis, chiń. 天主教扬州监牧区) – rzymskokatolicka prefektura apostolska ze stolicą w Yangzhou, w prowincji Jiangsu, w Chińskiej Republice Ludowej.

## Historia
9 czerwca 1949 z mocy decyzji Piusa XII wyrażonej w bulli Recta Ecclesiarum erygowano prefekturę apostolską Yangzhou. Dotychczas wierni z tych terenów należeli do diecezji szanghajskiej.
Od zwycięstwa komunistów w chińskiej wojnie domowej w 1949 prefektura apostolska, podobnie jak cały prześladowany Kościół katolicki w Chinach, nie może normalnie działać. Prefekt apostolski o. Eugene Fahy SI został aresztowany 31 lipca 1951 - trzy miesiące po objęciu urzędu prefekta. W więzieniu był torturowany przez komunistów, którzy chcieli go zmusić do przyznania się do szpiegostwa na rzecz Stanów Zjednoczonych (o. Fahy był Amerykaninem). W 1952 został wydalony z komunistycznych Chin.
Patriotyczne Stowarzyszenie Katolików Chińskich zlikwidowało prefekturę apostolską Yangzhou włączając ją do diecezji nankińskiej. Zostało to dokonane bez mandatu Stolicy Świętej, więc z kościelnego punktu widzenia działania te były nielegalne.
Brak jest informacji o jakimkolwiek prefekcie apostolskim z Kościoła podziemnego. Patriotyczne Stowarzyszenie Katolików Chińskich nigdy nie mianowało swojego ordynariusza w Yangzhou.

## Prefekci apostolscy
- o. Eugene Fahy SI[b] (1951 – 1983) de facto aresztowany w 1951 i wydalony z komunistycznych Chin w 1952, nie miał po tym czasie realnej władzy w prefekturze
- sede vacante (być może urząd prefekta sprawowali duchowni Kościoła podziemnego) (1983 - nadal)